# Spierdijk
Spierdijk is een dorp in de gemeente Koggenland, in de regio West-Friesland in de Nederlandse provincie Noord-Holland. Het dorp heeft 1.500 inwoners (2023). Onder de oudere generatie wordt nog Westfries dialect gesproken, maar de meeste inwoners spreken Standaardnederlands.
Het dorp is gelegen tussen Heerhugowaard en Hoorn en wordt omringd door de dorpen De Goorn, Wogmeer, Zuidermeer, Bobeldijk en Berkhout. Onder deze plaats valt ook de buurtschap Noord-Spierdijk dat gelegen is in het verlengde van het dorp. Aan de andere kant van het dorp is Zuid-Spierdijk gelegen, een groot deel daarvan wordt vaak ook tot Spierdijk gerekend, het meest zuidelijke gedeelte valt onder Zuid-Spierdijk.
Tot 1 januari 1979 behoorde Spierdijk tot de gemeente Berkhout, en het kent dan ook dezelfde patroonheilige: Sint Joris of St. George. Van 1979 tot 2007 behoorde het tot de gemeente Wester-Koggenland, waarin de gemeente Berkhout was opgegaan. Voor het bestaan van de gemeente behoorde een deel van Spierdijk onder de stede Berkhout en een ander deel bij de stede Opmeer en Spanbroek en de latere stede Obdam-Hensbroek.
Spierdijk komt als Spierdijck voor in 1365 en in 1639 wordt het Spierdyck genoemd. De plaatsnaam is afgeleid van de grondlaag die bij de plaats voorkomt. Spier verwijst naar de taaie bovenste laag van zeeklei die bedekt is met veen. Door de taaie aard van de spier is het geschikt voor het maken van dijken en/of het ophogen ervan. Ook de dijk van de plaats is hiervan gemaakt.
Spierdijk was lang een niet al te groot dijkdorp, maar na de Tweede Wereldoorlog groeide het langzaam. Bij deze groei is de huidige nieuwbouwwijk ontstaan. De groei van het dorp werd beduidend minder nadat de gemeente Wester-Koggenland en de provincie de dorpen De Goorn en Avenhorn als de nieuwe groeikernen aanduidde. Het dorp kent nog stolpboerderijen in en bij het centrum.
Hoewel de middenstand bijna geheel verdwenen is, leeft het verenigingsleven in het dorp volop. Verenigingen als het Jeugdgilde, Meisjesclub, Jongensclub en NKJB (jongerenvereniging) hebben voldoende leden om goed te kunnen draaien. In het dorp zijn de voetbalvereniging, handbalvereniging en de tennis opgegaan in één zogenaamde Omnivereniging. Onder de naam RKSV St. George is de club actief. In 2004 betrok de Omnivereniging, samen met 12 andere verenigingen een nieuw onderkomen gesitueerd in één multifunctioneel gebouw. De sportvereniging huist in het ene gedeelte van het gebouw, waar de kantine, bestuurskamer en ook de kleedkamers zich bevinden. De overige verenigingen vinden hun onderdak in het andere gedeelte van het gebouw, genaamd 'De Mantel'.

## Jaarlijkse evenementen
- Kermis
- ReMind The Gap
- Zeskamp
- Muziek in Spierdijk
- Tuinfeest
- Sportspektakel